# Unteriberg
Unteriberg ist eine politische Gemeinde im Bezirk Schwyz des Kantons Schwyz in der Schweiz. Dazu gehören die Gemeindeteile Studen, Waag, Stöcken und Herti.

## Wappen
Auf dem Wappen von Unteriberg ist eine stilisierte Eibe dargestellt. Sie trägt rote Früchte und steht auf einem grünen Dreiberg. Der Hintergrund ist weiss (silbern).

## Geographie
In Unteriberg vereinigen sich die Täler der Sihl, der Waag und der Minster. Sie bilden hier eine Schwemmlandebene. In der letzten Eiszeit haben auch Gletscherzungen des Sihlgletschers das Gelände geformt. Das heutige Sihlseegebiet und der ganze Talgrund war ursprünglich eine Hochmoorfläche. Die Flurnamen mit dem Zusatz Ried bezeugen diesen Umstand. Neben dem Talgrund sind die waldlosen Alpweiden an den Hängen der Tal- und Hügellandschaft gegen die Berge Drusberg, Fluebrig und Stock hin für die Landwirtschaft von grosser Bedeutung.
Die Gemeinde Unteriberg liegt auf rund 900 m Höhe und erstreckt sich im Höch-Hund bis auf 2215 m über Meer. Der Waldanteil beträgt 35 %, der Landwirtschaft dienen 45 % der Gemeindefläche und 18 % ist unproduktiv.

## Bevölkerung
| Bevölkerungsentwicklung | Bevölkerungsentwicklung |
| Jahr                    | Einwohner               |
| ----------------------- | ----------------------- |
| 1884                    | 1389                    |
| 2003                    | 2287                    |
| 2009                    | 2339                    |

Von 1988 bis 1998 erlebte Unteriberg den grössten Zuwachs mit etwa 600 Personen. Neun Zehntel der Einwohner sind römisch-katholischer, ein Zehntel evangelisch-reformierter Konfession und etwa 1 % sind Angehörige anderer Glaubensrichtungen oder konfessionslos.
Über die Einwohner schrieb Meinrad Lienert: «Und wie die Alpen, wie die Täler Unter-Ibergs, so sind die Bewohner: heimelig, zutunlich und unverfälscht. Sie nehmen halt das Leben noch von der Sonnenseite... Es ist ein witziges, gewecktes Völklein.»

## Politik
Die stärkste Partei, die SVP hat 74 %, die SP 7 %, die CVP 13 %, und die FDP 6 % der Wählerstimmen.
Im Atlas der politischen Landschaften gilt die Gemeinde als konservativste der Schweiz. Im September 2021 stimmten 70 Prozent der Abstimmungsberechtigten in Unteriberg gegen die Einführung der "Ehe für alle". Während der Covid-19-Pandemie war das Dorf eine Hochburg der Impfgegner.

## Wirtschaft

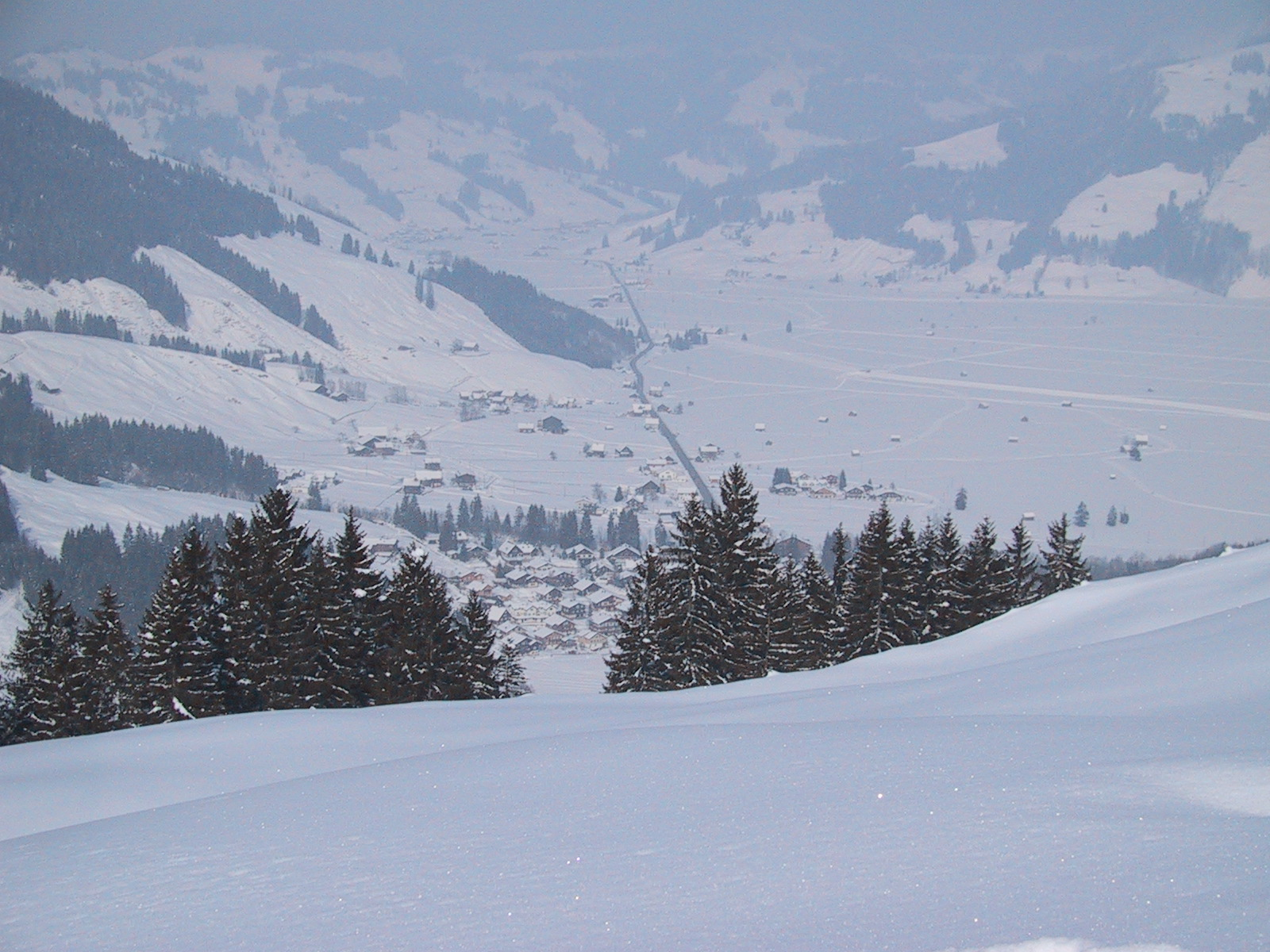
Blick auf Unteriberg von Oberiberg

In der Bauerngemeinde Unteriberg haben sich holzverarbeitende Betriebe etabliert, mehrere Schreiner- und Zimmereien sowie Sägereibetriebe. Der Bau der Luftseilbahn Hesisbohl, heute Hoch-Ybrig genannt, brachte einen Aufschwung in das Tal. Der Tourismus ist vor allem im Winter ein bedeutender Wirtschaftsfaktor.
Im Ochsenboden (Gemeindeteil Studen) befinden sich das Erprobungszentrum Ochsenboden der Rheinmetall Defence und der im Jahr 2000 eröffnete Golf Club Ybrig. Der 1953 gegründete Werkschiessplatz der Werkzeugmaschinenfabrik Oerlikon-Bührle AG wurde 1990 von der Firma RWM Schweiz AG (vormals Oerlikon Contraves Pyrotec AG) übernommen. Zu den Hauptaufgaben des Erprobungszentrums gehören umfassende Versuche an Waffen, Munition und anderen militärischen Systemen. In den sechziger Jahren wurden im Ochsenboden Schiessversuche mit Uranmunition durchgeführt.
In den rund 190 Betrieben finden 55 % der Erwerbstätigen Arbeit, 45 % pendeln nach Einsiedeln oder die Agglomeration Zürich.

### Verkehr
Für den Privatverkehr sind die nächsten Autobahn-Anschlüsse (A3) in Richterswil oder über die ganzjährig geöffnete Ibergereggstrasse in Seewen. Postautokurse verkehren nach Einsiedeln zum Bahnhof der SOB und im Sommer auch nach Schwyz.

## Geschichte

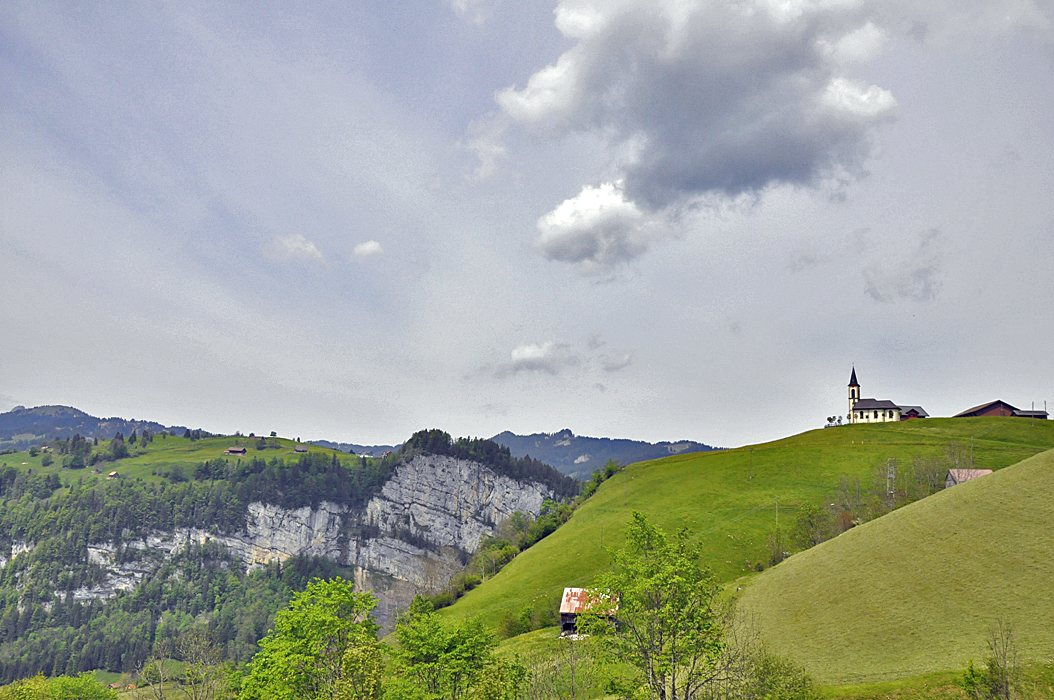
Hirschkapelle oberhalb Waag

Im Jahr 1350 wird der Iberg zum ersten Mal in einer Urkunde erwähnt. Von der Eibe, einem häufigen Nadelbaum in Unteriberg, wurde der Name abgeleitet. Das zähe Holz des Baumes wurde damals zur Herstellung von Werkzeugen und Waffen verwendet.
Nach langen Zwistigkeiten wurde die frühere Gemeinde Iberg 1884 durch eine kantonale Volksabstimmung in Ober- und Unteriberg aufgeteilt. Damit wurde Unteriberg die jüngste Gemeinde im Kanton Schwyz. Obwohl von Schwyz her nur über die Ibergeregg erreichbar, war die Gegend bis zum Bau moderner Strassen im Jahr 1855 mehr mit Schwyz als mit Einsiedeln verbunden.
Der wirtschaftliche Anschluss an Einsiedeln erfolgte erst 1877, mit der Eröffnung der Eisenbahnlinie Einsiedeln–Wädenswil (–Zürich). Im selben Jahr wurde eine Linie der Pferdepost mit Einsiedeln eingerichtet, welche 1923 auf Autobusbetrieb umgestellt wurde.

## Bilder

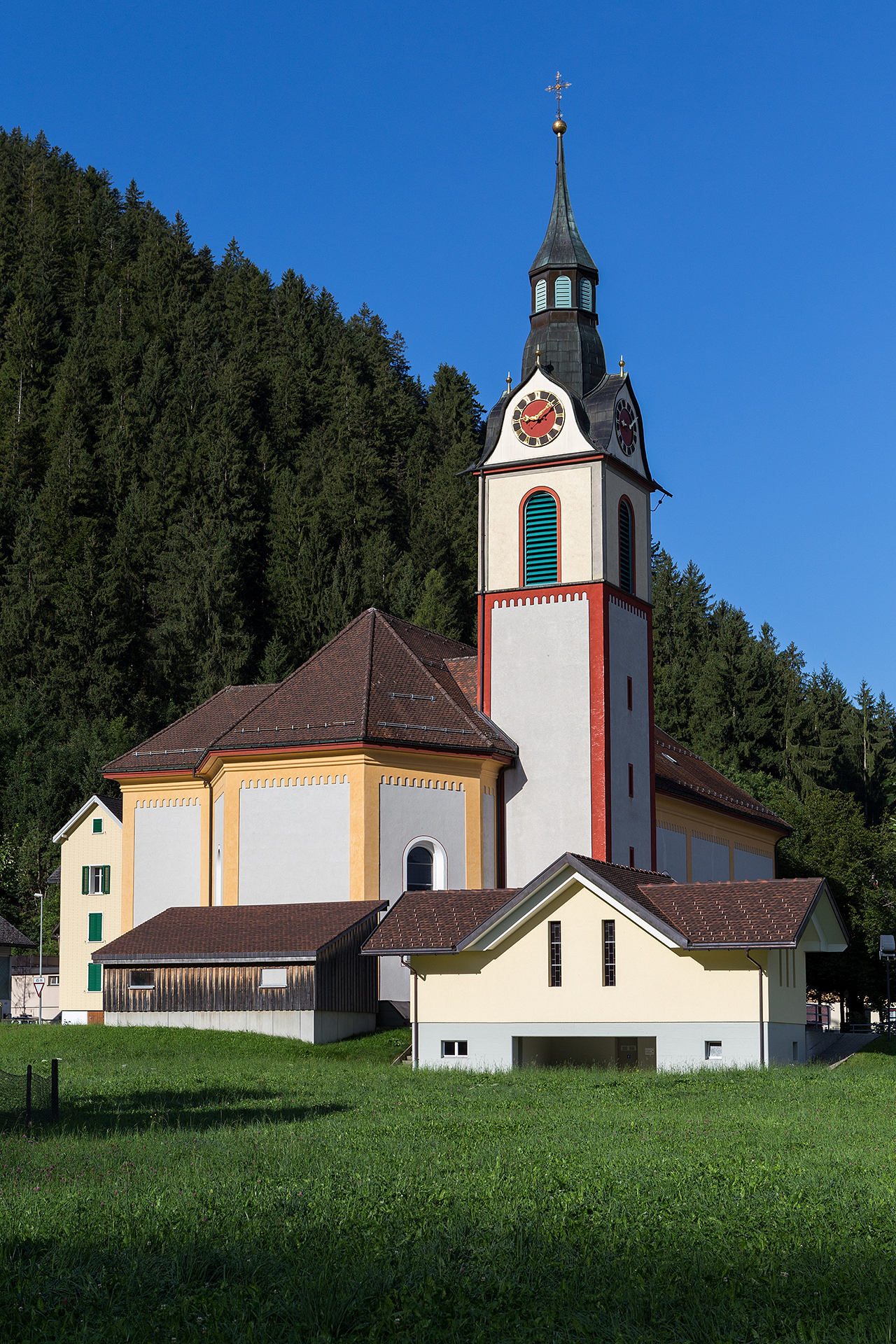
Pfarrkirche St. Josef
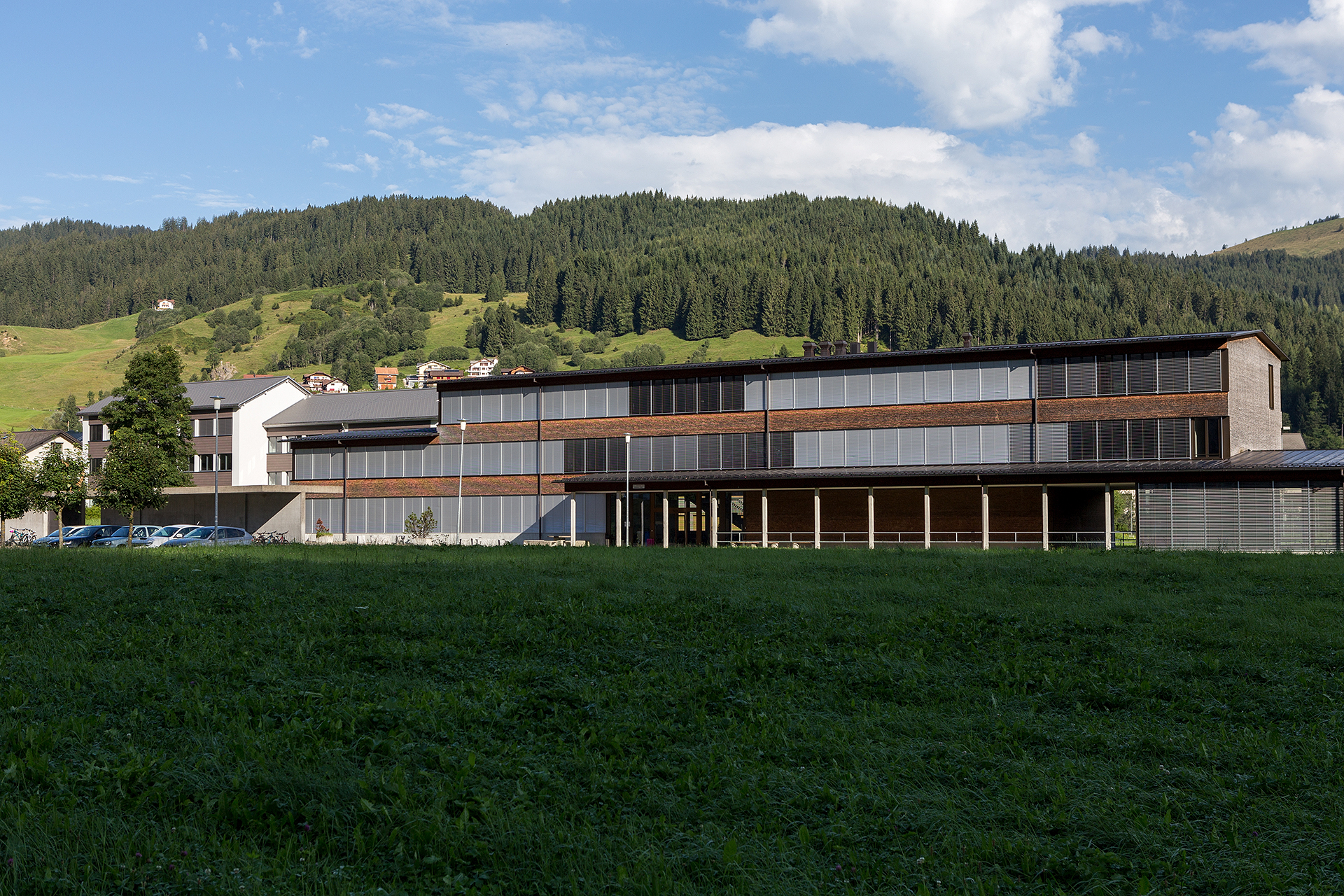
Schulhäuser
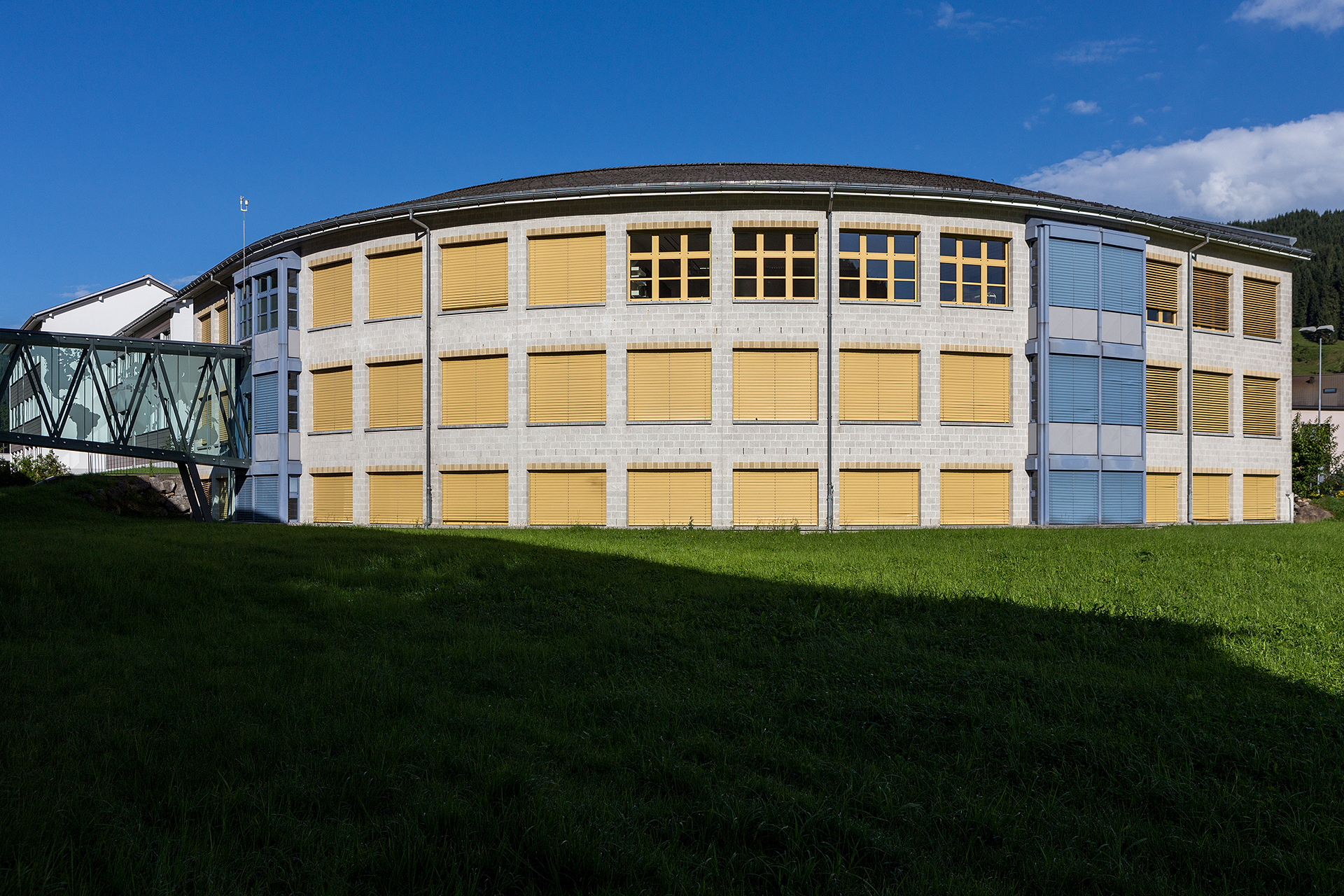
Schulhaus
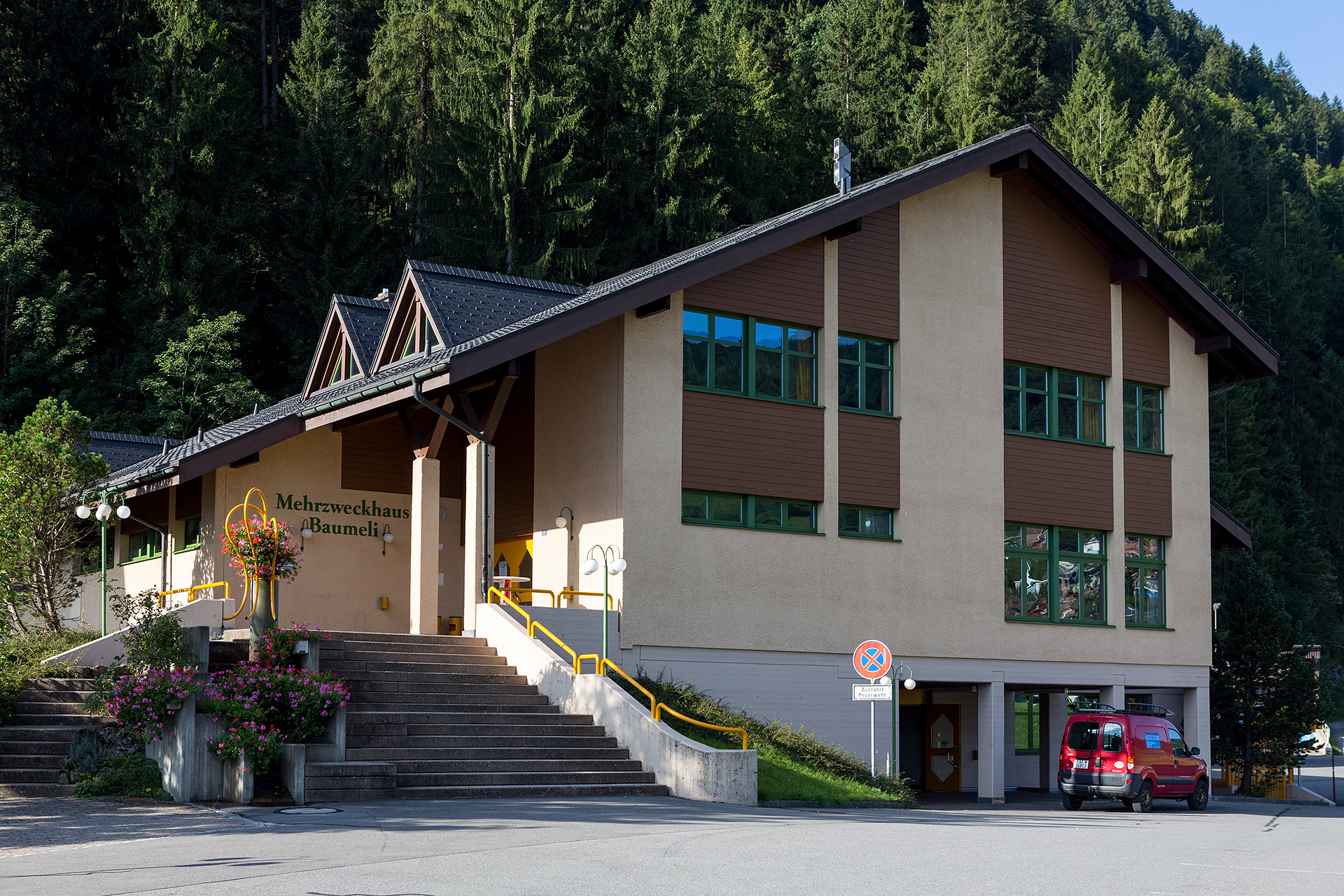
Mehrzweckhaus
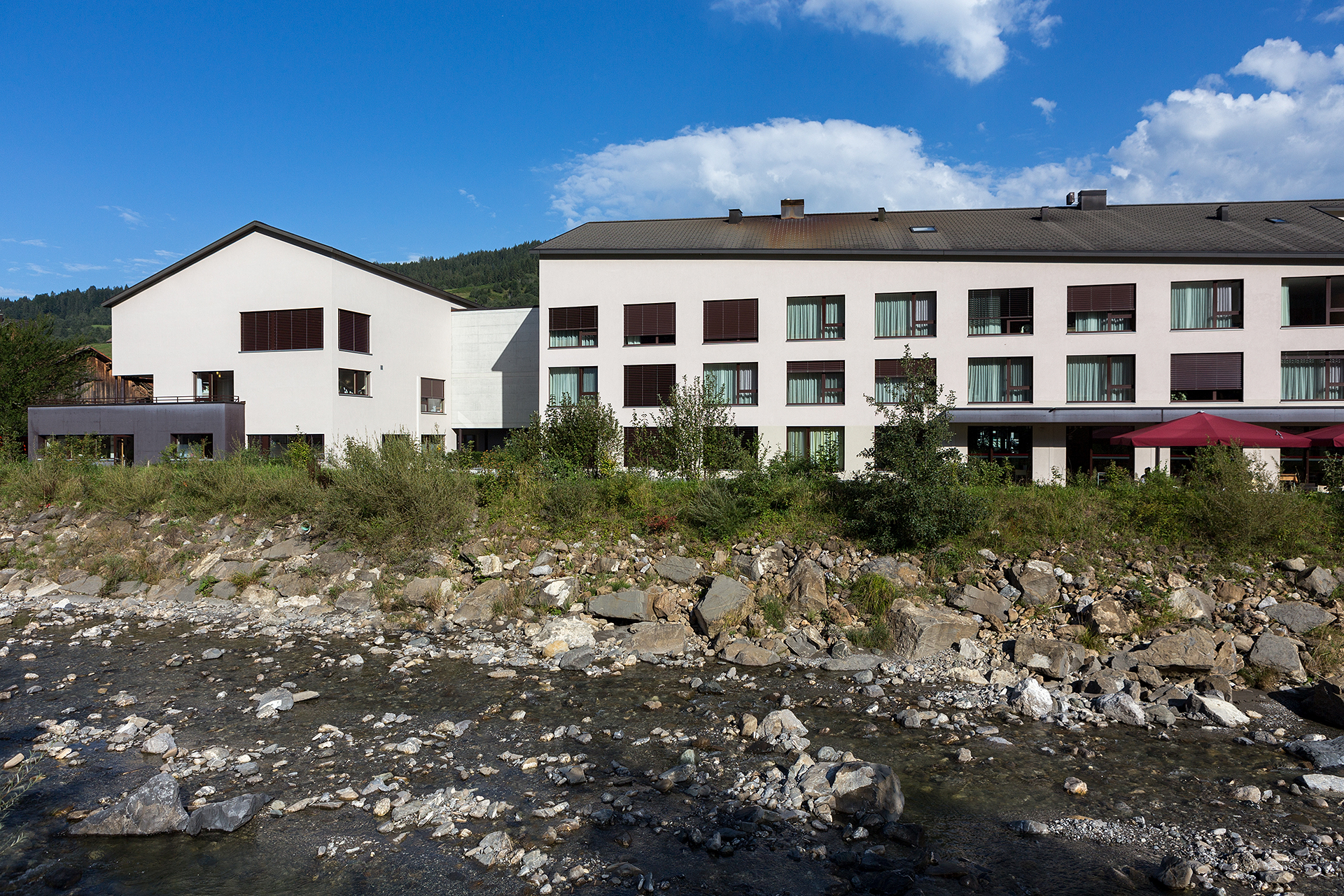
Altersheim und Minster
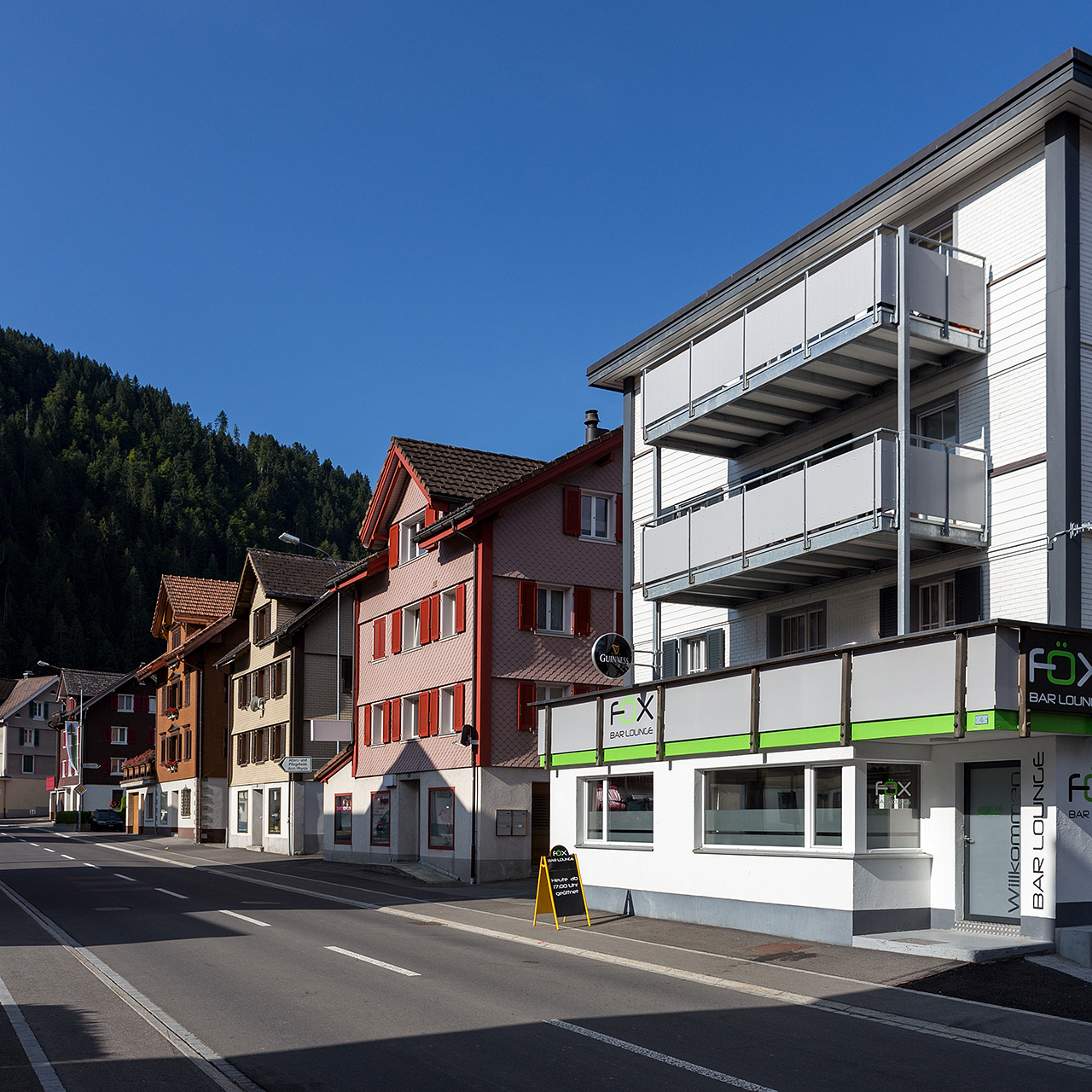
Waagtalstrasse
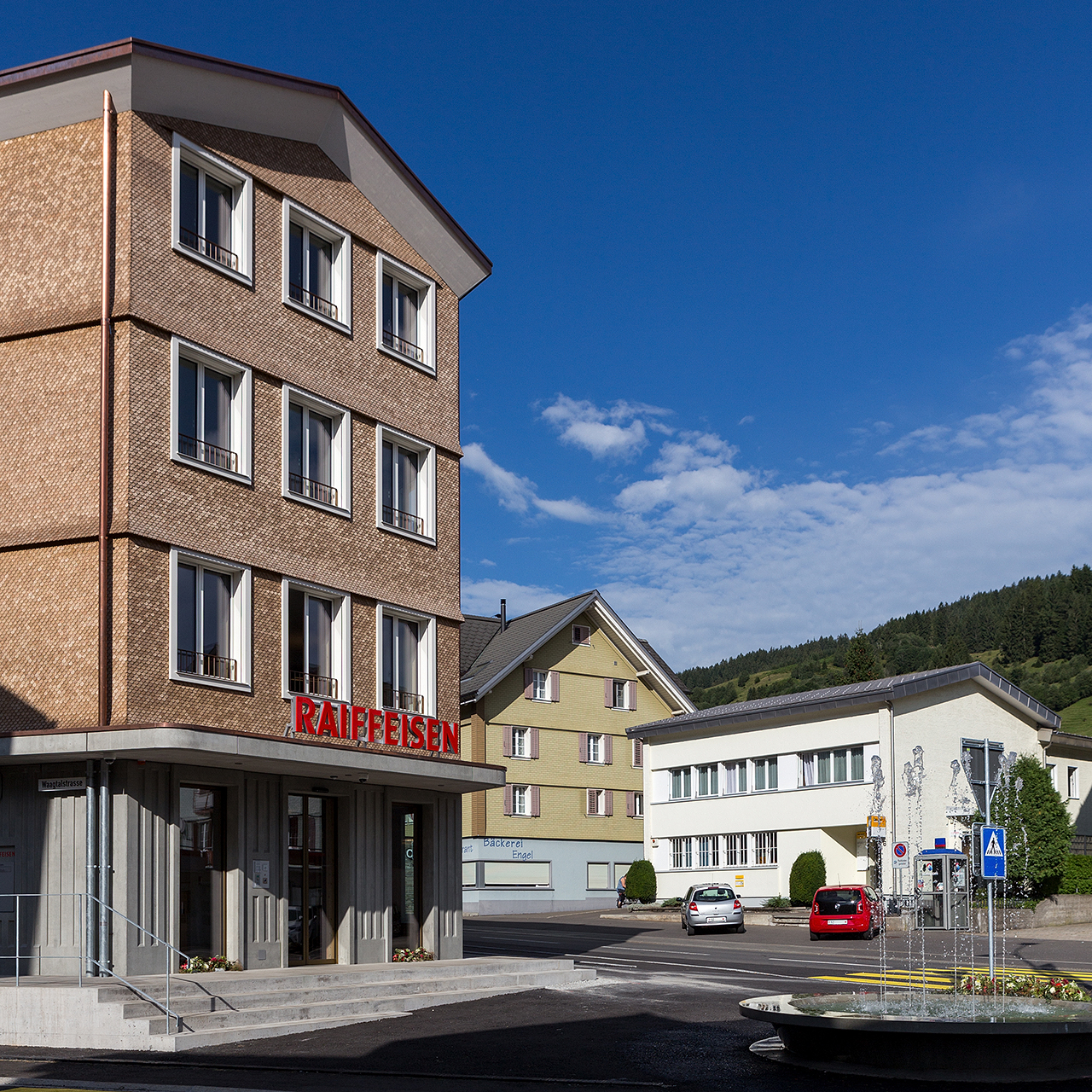
Raiffeisen, Brunnen und Post
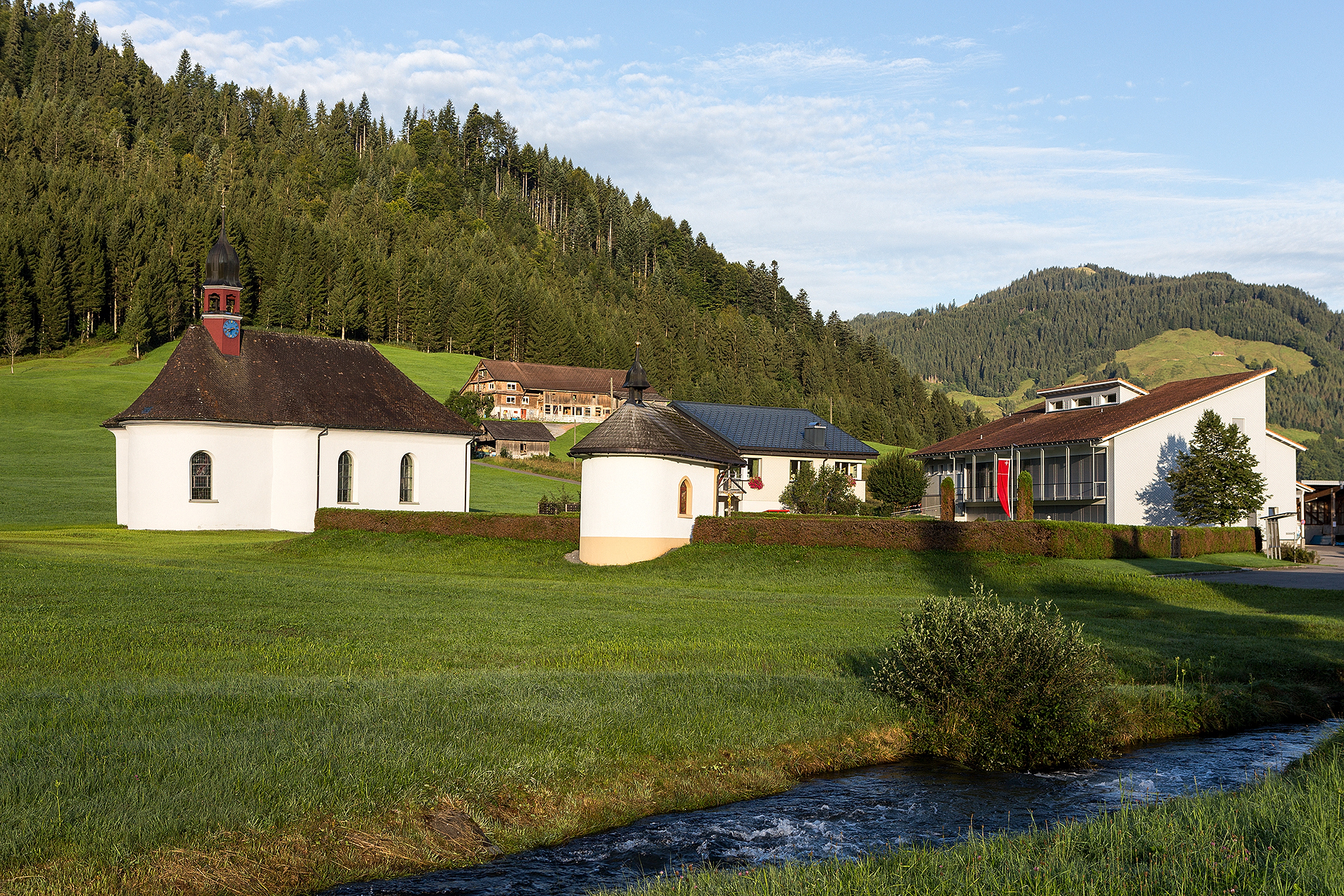
Studen: Pfarrkirche, Friedhofskapelle, Schulhaus
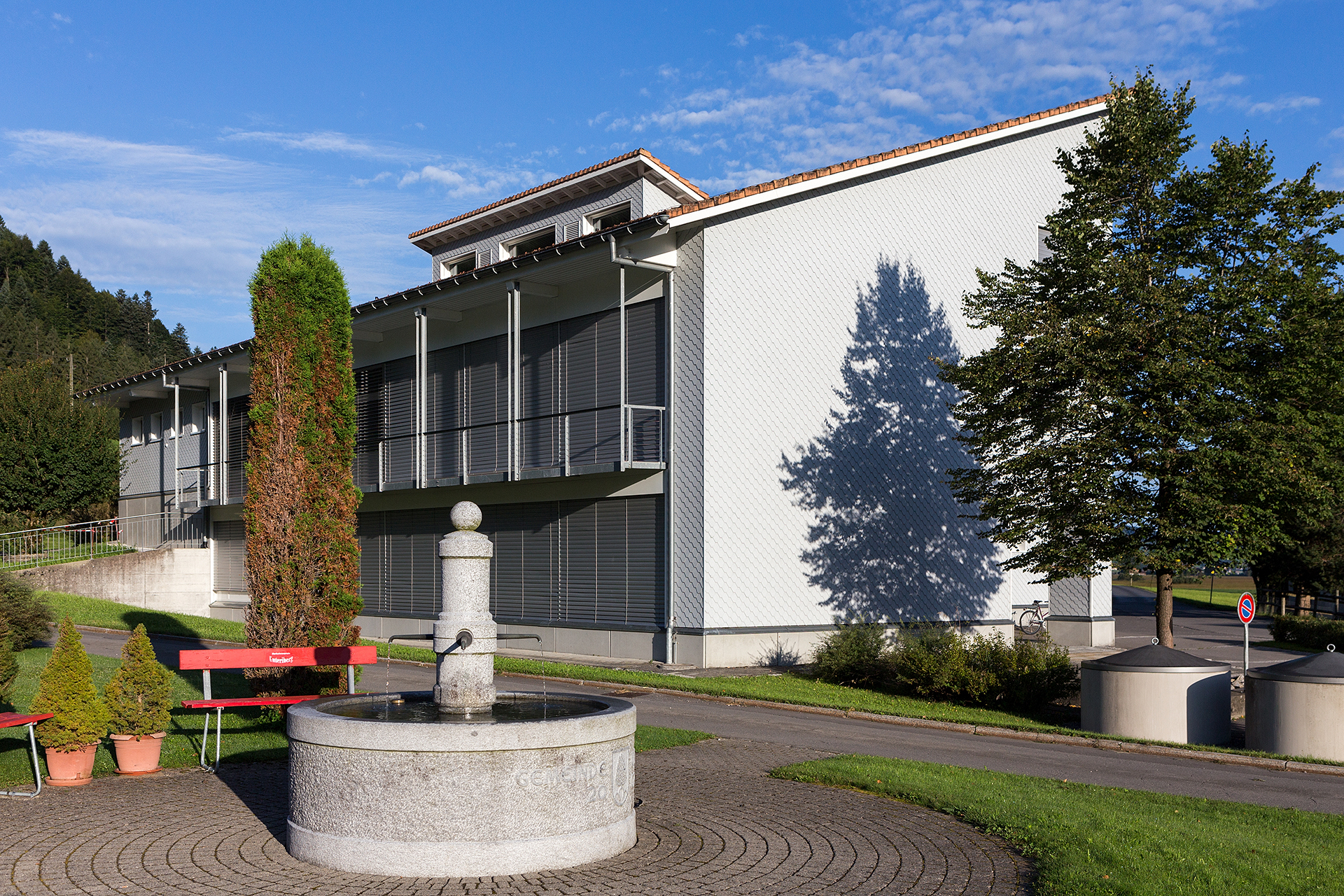
Studen: Schulhaus

## Sport
Die Gemeinde Unteriberg ist für diverse Motorsportveranstaltungen bekannt. Diese finden in der Talstation Weglosen statt. So gibt es jährlich ein Rennen des 3-Nationen Cup im Autocross, ein zur IKSM zählender Automobilslalom sowie ein Supermotorennen der Schweizermeisterschaft. Vergangener Tage stand noch ein Motocrossrennen auf dem Programm.

## Persönlichkeiten
- Franz Fassbind, Schriftsteller, Dramatiker und Journalist
- Marcel Fässler, Automobilrennfahrer
- Patricia Fässler, Miss Schweiz 1993
- Josef «Sepp» Fuchs, Radrennfahrer
- Wendy Holdener, Skirennfahrerin
- Urs Kryenbühl, Skirennfahrer
- Jost Marty, Komponist der Volksmusik
- Roman Schaad, Skilangläufer
- Hanspeter Trütsch, Fernseh-Berichterstatter